# Piptadeniopsis
Piptadeniopsis es un género monotípico de árbol perteneciente a la familia de las fabáceas.  Su única especie: Piptadeniopsis lomentifera, es originaria de Sudamérica.

## Distribución
Es un arbusto que se encuentra en el bosque bajo de Chaco seco en los departamentos de Alto Paraguay y Boquerón de Paraguay.

## Taxonomía
Piptadeniopsis lomentifera fue descrita por  Arturo Eduardo Burkart y publicado en Darwiniana 6: 478, f. 1. 1944.